# Алекс П'єтранджело
Александер П'єтранджело (англ. Alexander Pietrangelo; 18 січня 1990, м. Кінг-Сіті, Канада) — канадський хокеїст, захисник. Виступає за «Вегас Голден Найтс» у Національній хокейній лізі.
Виступав за «Міссісога Айс-Догс» (ОХЛ), «Ніагара АйсДогс» (ОХЛ), «Сент-Луїс Блюз», «Пеорія Рівермен» (АХЛ), «Беррі Колтс» (ОХЛ).
Станом на квітень 2023 року в чемпіонатах НХЛ провів — 950 матчів (140+430).
У складі національної збірної Канади учасник чемпіонату світу 2011 (7 матчів, 2+3). У складі молодіжної збірної Канади учасник чемпіонатів світу 2009 і 2010.
Досягнення
- Переможець молодіжного чемпіонату світу (2009), срібний призер (2010).
- Володар Кубка світу (2016).
- Володар Кубка Стенлі (2019)
- Друга команда всіх зірок НХЛ — 2020.